# Shake Your Bon-Bon
Shake Your Bon-Bon – piosenka popowa stworzona na pierwszy anglojęzyczny album studyjny portorykańskiego piosenkarza Ricky’ego Martina zatytułowany, po prostu, Ricky Martin (1999). Wyprodukowany przez George’a Noriegę i Draco Rosę, utwór wydany został jako trzeci singel promujący krążek dnia 12 października 1999 roku.

## Informacje o utworze
Utwór nagrano pod koniec 1998 roku. Jego autorami są Desmond Child, George Noriega i Draco Rosa (Noriega i Rosa kompozycję wyprodukowali).

### Obecność w kulturze masowej
Wiosną 2016 roku nagranie znalazło się na playliście sporządzonej przez kandydującą na stanowisko prezydenckie byłą Sekretarz stanu Stanów Zjednoczonych Hillary Clinton. Za pośrednictwem serwisu Spotify Clinton skompilowała playlistę trzydziestu utworów muzycznych; wykonawcą każdej z piosenek został artysta mocno zaangażowany w działalność społeczną. 6 czerwca 2016 odbył się koncert zorganizowany przez komitet Hillary Victory Fund. Wzięli w nim udział wspierani przez Hilton piosenkarze.